# サジド・サジドフ
サジド・ハリルラフマノヴィッチ・サジドフ（英: Sazhid Khalilrakhmanovich Sazhidov、露: Сажид Халилрахманович Сажидов、1980年2月6日 - ）は、ロシアのレスリング選手。ダゲスタン共和国出身。2004年アテネオリンピックレスリングフリースタイル84kg級の銅メダリストである。

## 実績
- オリンピック
  - 2004年アテネオリンピック　銅メダル
- 世界選手権
  - 優勝　2003、2006年
- ヨーロッパ選手権
  - 優勝　2001、2002年